# Србски дневник
Србски дневник су бивше политичке двонедјељне новине које су излазиле у Новом Саду.

## Историја
Први број је изашао 21. јуна 1852. године (Јулијански календар). Издавач и одговорни уредник је био Данило Медаковић. Новине су излазиле од 1852 - 1864. године.
Данило Медаковић је остао без посла у својој штампарији и поднио је захтјев новом гувернеру Јохану Коронинију да издаје политички лист под именом Србски дневник. Уплатио је кауцију од 2.500 форинти и добио дозволу: 3. јула 1852. изашао је први број (Грегоријански календар), а убрзо и књижевни додатак Седмица, за коју је речено да је „дала крила српској белетристици“. Као тумач српске национално-политичке мисли, Србски дневник постао је најзначајнији и најчитанији лист у Српству тога доба и стекао велику популарност у народу, а власти су га због смјелог писања у корист српских интереса, плијениле и забрањивале. Заморен од непрестане борбе, Медаковић се послије седам година повукао, уредништво препустио 1859. Јовану Ђорђевићу, а штампарију (печатњу) с брзотиском продао владици Платону Атанацковићу.
Лист Србски дневник 1869. Сабор у Загребу назива србохрватским сабором у Загребу.